# ルドルフ・アルンハイム
ルドルフ・アルンハイム（Rudolf Arnheim、1904年7月15日 - 2007年6月9日）は、ドイツ出身の心理学者。ユダヤ系。ゲシュタルト心理学の観点から、芸術、とりわけ絵画と映画といった視覚的芸術における知覚構造を分析した。最初はベルリンで活躍したが、ナチスから逃れて、イタリア経由でアメリカに亡命した。

## 書籍

### 邦訳
- 『芸術としての映画』、ルドルフ・アルンハイム（佐々木能理男訳）、往来社、1933
- 『芸術としての映画』、ルドルフ・アルンハイム（志賀信夫訳）、みすず書房、1960
- 『美術と視覚 : 美と創造の心理学』上・下、ルドルフ・アルンハイム（波多野完治、関計夫訳）、美術出版社、1964
- 『芸術心理学のために』、ルドルフ・アルンハイム（上昭二訳）、ダヴィッド社、1971
- 『視覚的思考 : 創造心理学の世界』ルドルフ・アルンハイム（関計夫訳）、美術出版社、1974
- 『建築形態のダイナミクス』上・下、ルドルフ・アルンハイム（乾正雄訳）、SD選書、鹿島出版会、1980
- 『中心の力 : 美術における構図の研究』ルドルフ・アルンハイム（関計夫訳）、紀伊国屋書店、1983
- 『エントロピーと芸術 : 秩序と無秩序に関する考察』ルドルフ・アルンハイム（関計夫訳）、創言社、1985
- 『芸術心理学』ルドルフ・アルンハイム（関計夫訳）、地湧社、1987

### 研究書・論文
- Higgins, Scott, ed. (2011). Arnheim for Film and Media Studies. New York: Routledge. ISBN 9780415801072